# بحيرة يورينن
بحيرة يورينن (بالفنلندية: Uuraistenjärvi)‏ هي بحيرة متوسطة الحجم في وسط فنلندا، تبعد حوالي  50 كيلومترا من مدينة يوفاسكولا شمال شرق البلاد. وهي بحيرة شعبية بين الصيادين، في الجزء الشمالي من البحيرة هناك الرأس الطويل والذي يقسم البحيرة بأكملها تقريبا.

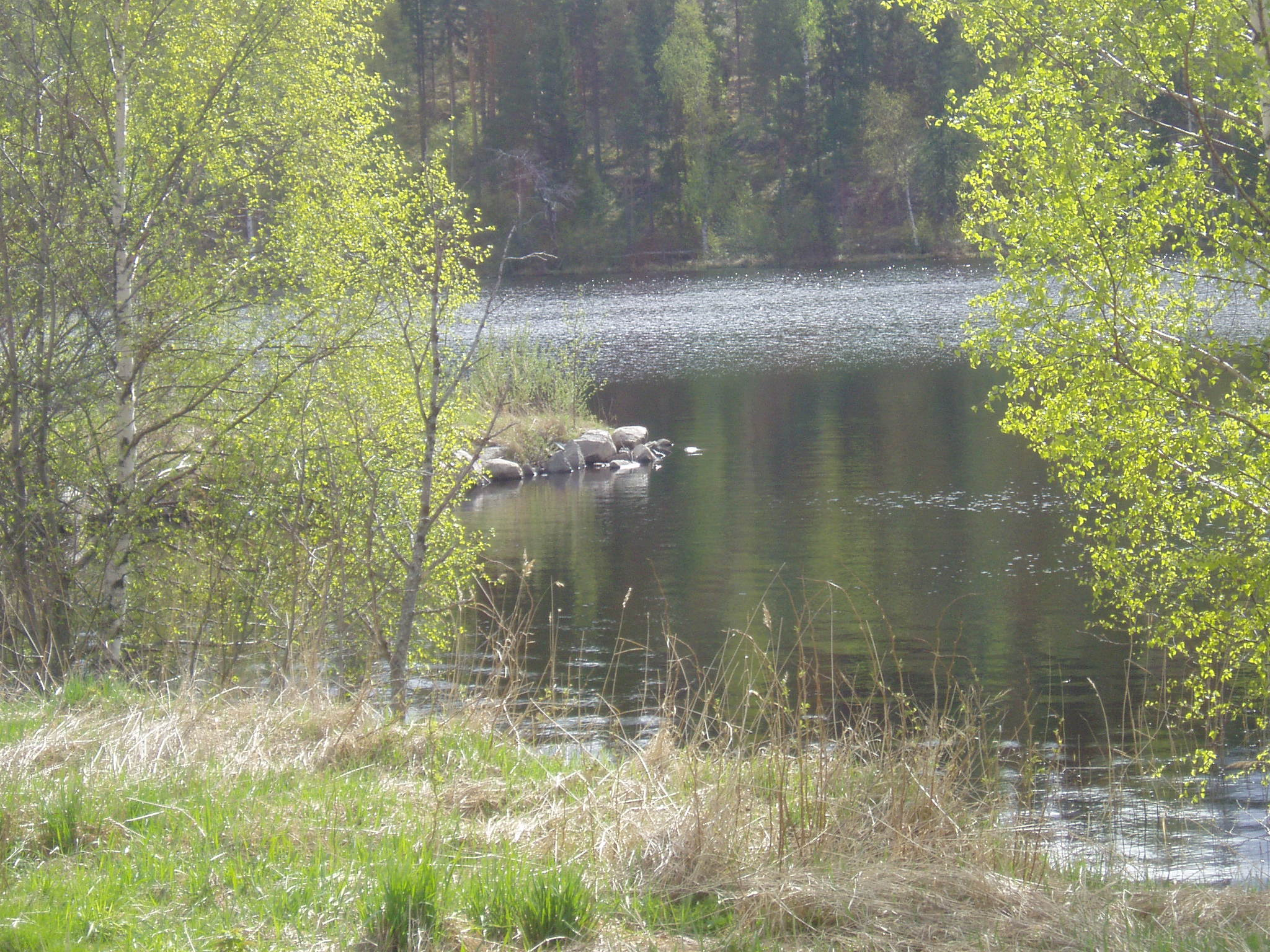
بحيرة يورينن في الصيف